# Mardinding Julu
Mardinding Julu is een bestuurslaag in het regentschap Deli Serdang van de provincie Noord-Sumatra, Indonesië. Mardinding Julu telt 547 inwoners (volkstelling 2010).